# Ewa Kuty
Ewa Maria Kuty (ur. 2 sierpnia 1953) – polska lekkoatletka specjalizująca się w biegach średniodystansowych, medalistka mistrzostw Polski, reprezentantka Polski.

## Kariera sportowa
Była zawodniczką Oleśniczanki.
Na mistrzostwach Polski seniorów zdobyła dwa brązowe medale: w biegu na 1500 metrów i biegu przełajowym na 3,5 km - oba w 1977. W 1975 zdobyła brązowy medal halowych mistrzostw Polski seniorów w biegu na 1500 metrów.
Reprezentowała Polskę na mistrzostwach świata w biegach przełajowych w 1974 (59. miejsce) i 1977 (20. miejsce).
Rekordy życiowe:
- 1500 m – 4:18,5 (29.06.1975)
- 3000 m – 9:20,0 (26.06.1977)